# Trachylepis polytropis
Trachylepis polytropis ist eine Skinkart, die im westlichen Zentralafrika verbreitet ist.

## Merkmale
Trachylepis polytropis hat eine Kopf-Rumpf-Länge von bis zu 10 Zentimetern, die Gesamtlänge beträgt bis zu 28 Zentimeter.
Der Kopf ist mit symmetrischen Schuppen bedeckt. Die Pupille ist rund. Die Nasenlöcher berühren das Rostralschild nicht, die Supranasalia können einander berühren oder nicht, die Präfrontale berühren einander fast immer. Es gibt vier Supraocularia. Die zwei großen Mittel-Nuchalia reichen über mehr als die Hälfte der hinteren Parietalia. Es gibt sechs bis acht Supraciliaria. Die Rückenschuppen sind fünf- bis zehnfach, meist siebenfach gekielt, die des mittleren Rückens sind nicht vergrößert. Die Mitte des Körpers weist 30 bis 34 Schuppenreihen auf.
Die Gliedmaßen sind lang und überlappen einander weitgehend, wenn sie entlang des Körpers gefaltet werden. Jede Extremität hat fünf Finger. Der Schwanz ist 1,5 mal bis doppelt so lang wie der Körper. Der Rücken ist bräunlich mit oft sehr ausgeprägten, schwarzen Linien, die Wellen- oder Zickzackgestalt haben. Ein dunkles Band setzt hinter den Augen an und läuft auf den Halsseiten oder den Flanken allmählich aus. Unter dem dunklen Band liegt ein weißlicher Bereich am Hals, der sich manchmal bis über einen Teil der Flanken hin fortsetzt. Die Bauchseite ist hellgrün.

## Vorkommen und Lebensweise
Das Verbreitungsgebiet von Trachylepis polytropis reicht vom südlichen Westafrika (Liberia, Elfenbeinküste, Ghana) über den Äquator bis in die beiden Kongos. In Togo, Benin und Nigeria fehlt die Art scheinbar, innerkontinental strahlt sie aus in die Zentralafrikanische Republik.
Trachylepis polytropis findet sich in dichten Wäldern. Tagsüber verlässt er diesen jedoch gelegentlich auch und besucht die Plantagen benachbarter Dörfer, dort jagt er Insekten und Spinnen.

## Systematik
Die Art wurde 1903 von George Albert Boulenger als Mabuia polytropis erstbeschrieben. Phylogenetische Untersuchungen führten 2002 zur Aufteilung der Gattung Mabuya in die Gattungen Euprepis, Eutropis, Chioninia und Mabuya (im engeren Sinne) und die Art wurde in die Gattung Euprepis gestellt. Aaron M. Bauer stellte 2003 dar, dass Euprepis nach den Regeln des ICZN keine gültige Benennung gewesen sei und schlug für die afrikanischen und madegassischen Arten den Gattungsnamen Trachylepis vor.
Die Unterart Trachylepis polytropis paucisquamis (Hoogmoed, 1978) wurde in den Artrang erhoben. Sie ist auf den westlichen Teil des Verbreitungsgebietes zwischen Liberia und Ghana beschränkt.